# ماینلیر کلاس سوکوتن (۱۹۳۸)
ماینلیر کلاس سوکوتن (۱۹۳۸) (به انگلیسی: Sokuten-class minelayer (1938)) یک کلاس از کشتی است که طول آن ۷۴٫۷۰ متر (۲۴۵ فوت ۱ اینچ) می‌باشد.